# アントニオ・タグーバ
アントニオ・マリオ・タグーバ（英語: Antonio Mario Taguba、1950年10月31日 - ）は、アメリカ合衆国の陸軍軍人。アブグレイブ刑務所における捕虜虐待についての内部報告、いわゆるタグーバ報告書を作成したことで知られている。

## 略歴
フィリピン・マニラのサンパロック地区で生まれた。彼の父トマスは第二次世界大戦中のフィリピンの戦いで日本軍の捕虜となり、バターン死の行進を体験、後に脱走して抵抗運動に加わった。母マリアはマニラ市内の日本軍捕虜収容所から道を隔てた場所に住んでおり、捕虜が銃剣で刺殺されたり爪を剥がれたりしたことを彼に話して聞かせた。
1961年、一家はハワイに移住した。1968年、レイレフア高校を卒業。1972年、アイダホ州立大学の予備役将校訓練課程を卒業して陸軍に入隊し、韓国、西ドイツ、米本土などで勤務した。1981年に結婚。1997年には准将に昇進して、陸軍の歴史上、フィリピン系アメリカ人としてはエドワード・ソリアーノについで二人目の将官となった。
2004年1月31日、連合軍地上部隊司令部（CFLCC）補給副司令官（少将）の職にあったタグーバは、アブグレイブ刑務所における捕虜虐待についての内部調査の担当者に任命された。同年3月3日、報告書をデービッド・マキャナン中将に提出した。この一部がCBSやザ・ニューヨーカーにリークされ、捕虜虐待の実態が明るみに出た。
報告書が公になってから数週間後、タグーバはクウェートでアメリカ中央軍司令官ジョン・アビザイド大将の公用車に同乗したが、アビザイドは「お前とお前の報告書は調査されることになる」と脅しをかけてきた。タグーバは「その時、陸軍に入って32年も経っていたが、マフィアにいるのかと思ったのはそれが初めてだった」という。2006年1月には陸軍参謀次長リチャード・コーディ大将から電話を受け、翌年1月付での退役を迫られた。結局、タグーバは2007年1月に退役した。

## 参考資料
- Eljera, Bert (1997.8), “Army appoints its second Fil-Am general”, AsianWeek, Pan Asia Venture Capital Corporation,  オリジナルの2006.8.26時点におけるアーカイブ。 2018年11月29日閲覧。
- Hersh, Seymour M. (2007.6.25), “The General’s Report”, The New Yorker, Condé Nast 2018年11月29日閲覧。
- Jehl, Douglas (2004.5.11), “Head of Inquiry on Iraq Abuses Now in Spotlight”, The New York Times, The New York Times Company 2018年11月29日閲覧。